# Hertugdømmet Burgund
Hertugdømmet Burgund var et historisk, feudalt område, som eksisterede mellem 843 og 1477 inden for kongeriget Frankrig (843–1792). Det omfattede løseligt dagens Bourgogne. Det blev styret af en række hertuger til Karl 1. "den dristige" (eller "modige", fr. Charles le Téméraire) døde 1477, hvorefter det blev lagt direkte under den franske krone af kong Ludvig XI.

## Hertuger af Burgund (Det nyburgundiske rige)
- 1363 – 1404: Philip 2. den Dristige (Philippe le Hardi) (15. januar 1342 – 27. april 1404), søn af den franske konge Johan 2. den Gode, gift med Margrete af Flandern, parret arvede Flandern, Artois, Nevers, Rethel og Franche-Comté i 1384.
- 1404 – 1419: Johan den Uforfærdede (Jean sans Peur), 28. august 1371 – 10. september 1419,
- 1419 – 1467: Philip den Gode (Philippe le Bon),
- 1467 – 1477: Karl den Dristige (Charles Ier le Téméraire eller le Hardi)
- 1477 – 1482: Marie den Rige af Burgund, blev fordrevet fra Burgund, regerede i Nederlandene.

## Frigrevskabet Burgund og kongerigerne Burgund
Hertugdømmet må ikke forveksles med grevskabet Burgund, et "frigrevskab" fra 867 til 1678 inden for grænserne af Franche-Comté som det af og til var forbundet med, eller med de to på hinanden følgende middelalderlige kongedømmer Burgund (det sidste sluttede 1378), hvor resterne indgik i Frankrig.
47°19′23″N 5°02′31″Ø / 47.323056°N 5.041944°Ø